# SN 2007uj
SN 2007uj – supernowa typu Ia odkryta 15 listopada 2007 roku w galaktyce A023319-0832. Jej jasność pozostaje nieznana.